# Rauschwitz
Rauschwitz là một đô thị thuộc huyện Saale-Holzland, trong bang Thüringen, Đức. Đô thị Rauschwitz có diện tích 8,76 km².